# Свята Аргентини
В Аргентині широко відзначаються як визнані у майже всьому світі свята, так і пов'язані зі становленням держави. Відповідно до чинного законодавства країни, 16 свят є щорічними неробочими днями на федеральному рівні. Провінції також можуть встановлювати власні святкові неробочі дні. Представники деяких релігійних та етнічних груп (перелік визначений у законі) мають право на вихідні у дні своїх свят. Виконавча влада Аргентини встановлює щороку три додаткових вихідних для сприяння туризму, а також в окремі роки додаткові вихідні для певних цілей. Існують також свята соціальних груп, професійних спільнот тощо, що не мають статусу вихідного.

## Свята, що є неробочими днями
Законодавство Аргентини передбачає національні свята (ісп. feriados nacionales), кожне з яких є неробочим днем, та окремо неробочі дні (ісп. dias no laborables). Національні свята є загальнообов'язковими, а в неробочі дні роботодавець вирішує, чи надавати вихідний працівникам, однак федеральні службовці мають вихідний. Національні свята також поділяться на нерухомі (ісп. inamovibles), що відзначаються у фіксовану дату, незалежно від дня тижня, у який випадають (до цієї категорії також віднесені християнські свята Великоднього тижня, які мають змінні дати, але завжди випадають в один день тижня), та перехідні (ісп. transladables), які переносяться на найближчий понеділок, якщо випадають на будній день. Чинний перелік державних свят регулюється президентським указом 1584/2010, що набув чинності 2 листопада 2010 року, з подальшими змінами

### Національні свята
| Дата                        | Оригінальна назва (іспанською)                             | Назва українською                                                    | Примітки |
| --------------------------- | ---------------------------------------------------------- | -------------------------------------------------------------------- | --- |
| 1 січня                     | Año Nuevo                                                  | Новий рік                                                            | Свято на ознаменування початку каленарного року. Нерухоме. |
| рухоме: Великдень — 48 днів | Carnaval                                                   | Карнавальний понеділок                                               | Карнавал широко відзначається у католицьких країнах перед Великим постом. Дата залежить від дати Великодня. Карнавальний понеділок може мати найранішу дату 2 лютого, найпізнішу — 8 березня. Свято не переноситься. |
| рухоме: Великдень — 47 днів | Carnaval                                                   | Карнавальний вівторок                                                | Карнавал широко відзначається у католицьких країнах перед Великим постом. Дата залежить від дати Великодня. Карнавальний понеділок може мати найранішу дату 2 лютого, найпізнішу — 8 березня. Свято не переноситься. |
| 24 березня                  | Día Nacional de la Memoria por la Verdad y la Justicia     | Національний день пам'яті заради правди і справедливості             | Встановлений на вшанування жертв диктатури у 1976—1983 роках. Нерухоме. |
| 2 квітня                    | Día del Veterano y de los Caídos en la Guerra de Malvinas  | День ветеранів і полеглих під час Мальвінської (Фолклендської) війни | Відзначається у день висадки аргентинських військ на Мальвінських (Фолклендських) островах. Нерухоме. |
| рухоме: Великдень — 2 дні   | Viernes Santo                                              | Страсна п'ятниця                                                     | Релігійне свято, що відзначається у п'ятницю перед Великоднем. Дата святкування не регулюється, може випадати у період між 20 березня і 23 квітня, у випадку збігу з іншим святом не компенсується. |
| 1 травня                    | Día del Trabajador                                         | День робітника                                                       | Збігається з поширеним у світі Днем праці. Нерухоме. |
| 25 травня                   | Día de la Revolución de Mayo                               | День Травневої революції                                             | Свято на вшанування формування першого уряду 25 травня 1810 року і початку боротьби за незалежність. Нерухоме. |
| 17 червня                   | Paso a la Inmortalidad del General Martín Miguel de Güemes | Відхід у вічність генерала Мартіна Мігеля де Гуемеса                 | Вшанування пам'яті учасника війни за незалежність. Перехідне. Якщо 17 червня вівторок або середа, відзначається у попередній понеділок, а якщо четвер — у наступний. Можливі дати відзначення: 15, 16, 17, 21 червня. |
| 20 червня                   | Paso a la Inmortalidad del General Manuel Belgrano         | Відхід у вічність генерала Мануеля Бельграно                         | Вшанування пам'яті учасника війни за незалежність, творця аргентинського прапора. Тож відоме також як День прапора. Нерухоме. |
| 9 липня                     | Día de la Independencia                                    | День незалежності                                                    | Одне з головних державних свят на згадку про проголошення незалежності Аргентини у 1816 році. Нерухоме. |
| 17 серпня                   | Paso a la Inmortalidad del General José de San Martín      | Відхід у вічність генерала Хосе де Сан-Мартіна                       | Вшанування пам'яті учасника війни за незалежність. Перехідне. Якщо 17 серпня вівторок або середа, відзначається у попередній понеділок, а якщо четвер або п'ятниця — у наступний. Можливі дати відзначення: 15, 16, 17, 20, 21 серпня. |
| 12 жовтня                   | Día del Respeto a la Diversidad Cultural                   | День поваги до культурного різноманіття                              | Свято поширене в обох Америках з нагоди відкриття європейцями континенту. Відоме також як День Колумба. Нинішня назва встановлена на вшанування також корінного населення. Перехідне. Якщо 12 жовтня вівторок або середа, відзначається у попередній понеділок, а якщо четвер або п'ятниця — у наступний. Можливі дати відзначення: 10, 11, 12, 15, 16 жовтня. |
| 20 листопада                | Día de la Soberanía Nacional                               | День національного суверенітету                                      | Встановлене у річницю Битви при Вуельта-де-Облігадо. Перехідне. Якщо 20 листопада вівторок або середа, відзначається у попередній понеділок, а якщо четвер або п'ятниця — у наступний. Можливі дати відзначення: 18, 19, 20, 23, 24 листопада. |
| 8 грудня                    | Día de la Inmaculada Concepción de la Virgen               | Свято непорочного зачаття Діви Марії                                 | Релігійне свято. Нерухоме |
| 25 грудня                   | Navidad                                                    | Різдво                                                               | Релігійне свято. Нерухоме |

### Неробочі дні

#### Загальні
| Дата                      | Оригінальна назва (іспанською) | Назва українською | Примітки |
| ------------------------- | ------------------------------ | ----------------- | --- |
| змінна: Великдень — 3 дні | Jueves Santo                   | Великий четвер    | Релігійне свято, що відзначається у четвер перед Великоднем. Дата святкування не регулюється, може випадати у період між 19 березня і 22 квітня, у випадку збігу з іншим святом не компенсується. |

#### Для релігійних груп
| Дата                                                       | Оригінальна назва (іспанською)                           | Назва українською                            | Примітки                                       |
| ---------------------------------------------------------- | -------------------------------------------------------- | -------------------------------------------- | ---------------------------------------------- |
| змінна: 1-й і 2-й дні місяця Тішрей єврейського календаря  | Año Nuevo Judío (Rosh Hashana)                           | Юдейський Новий рік (Рош-га-Шана)            | Для громадян, які сповідують юдейську релігію. |
| змінна: 10-й день місяця Тішрей єврейського календаря      | Día del Perdón (lom Kipur)                               | День Спокути (Йом-Кіпур)                     | Для громадян, які сповідують юдейську релігію. |
| змінна: 15-й і 16-й дні місяця Нісан єврейського календаря | Pascua Judía (Pesaj)                                     | Песах                                        | Для громадян, які сповідують юдейську релігію. |
| змінна: 1-й день місяця Мухаррам ісламського календаря     | Año Nuevo Musulmán (Hégira)                              | Мусульманський Новий рік                     | Для громадян, які сповідують іслам.            |
| змінна: 1-й день місяця Шавваль ісламського календаря      | El día posterior a la culminación del ayuno (Id Al-Fitr) | День після завершення посту (Рамазан-байрам) | Для громадян, які сповідують іслам.            |
| змінна: 10-й день місяця Зуль-хіджа ісламського календаря  | Fiesta del Sacrificio (Id Al-Adha)                       | Свято жервоприношення (Курбан-байрам)        | Для громадян, які сповідують іслам.            |

### Одноразові свята з нагоди Двохсотріччя
Починаючи з 2010 року, в Аргентині відзначаються двохсотрічні ювілеї державотворчих подій. На спомин про них Президент і Національний Конгрес встановлювали одноразові святкові дні:
- 24 травня 2010, понеділок — Національне свято (ісп. Feriado Nacional) на спомин двохсотріччя Травневої революції.
- 27 лютого 2012, понеділок — відзначення двохсотріччя створення та публічного використання національного прапора.
- 24 вересня 2012, понеділок — відзначення двохсотріччя битви під Тукуманом, у якій війська Сполучених провінцій Ріо-де-ла-Плати перемогли роялістські війська.
- 31 січня 2013, четвер — двохсотріччя відкриття Національних установчих зборів.
- 20 лютого 2013, середа — двохсотріччя битви під Сальтою — другої звитяги над роялістами.

## Провінційні свята
Законами аргентинських провінцій додатково встановлені святкові дні, що є вихідними у цих провінціях. Ці святкові дні можуть збігатися з національними або мати інший статус. Хоча провінційними законами іноді розрізняються свята і неробочі дні (як показано у таблиці), в обох випадках роботодавці вирішують, чи надавати вихідний. Додатково існують свята на рівні муніципалітетів.
| Провінція            | Свято (feriado provincial) | Неробочий день (día no laborable)                                                              |
| -------------------- | --- | ---------------------------------------------------------------------------------------------- |
| Вогняна Земля        | 1 червня — День провінції 25 листопада — День геноциду селькнамів                                                                                         |                                                                                                |
| Ентре-Ріос           | 3 лютого — Річниця битви під Касеросом 27 червня — День працівника державної служби 29 вересня — День архангела Михаїла, покровителя провінції            |                                                                                                |
| Жужуй                | 27 квітня — Великий день Жужуя (у пам'ять про битву на Леоні 1821 року) 23 серпня — Річниця евакуації 1812 року Карнавальний понеділок                    | 7 жовтня — День Діви Ріо-Бранко 18 листопада — День політичної автономії Карнавальний вівторок |
| Катамарка            | 11 травня — День народження Фрая Мамерто Ескіу 25 серпня — День автономізації провінції 8 грудня — свято Непорочного Зачаття                              |                                                                                                |
| Ла-Ріоха             | 20 травня — День заснування Ла-Ріохи 4 серпня — річниця вбивства єпископа Енріке Анхелейї 31 грудня — Фестиваль Тінкунаку                                 |                                                                                                |
| Мендоса              | 25 липня — День святого Якова, покровителя провінції |                                                                                                |
| Сальта               | 20 лютого — річниця битви під Сальтою 17 червня — Перехід до безсмертя генерала Мартіна Мігеля де Гуемеса 15 вересня — свята Господніх і Богородичних Див | 13 і 14 вересня — свята Господніх і Богородичних Див                                           |
| Сан-Луїс             | 3 травня — День святого Хреста 25 серпня — День святого Людовика, короля Франції, покровителя провінції                                                   |                                                                                                |
| Санта-Крус           | 16 серпня — День святого Хуана Боско, покровителя провінції 7 грудня — День пам'яті Патагонського повстання                                               |                                                                                                |
| Санта-Фе             | 15 листопада — День заснування міста Санта-Фе |                                                                                                |
| Сантьяго-дель-Естеро | 27 квітня — День автономії 25 липня — День заснування міста Сантьяго-дель-Естеро                                                                          |                                                                                                |
| Сан-Хуан             | 11 вересня — День вчителя, річниця смерті Домінго Сарм'єнто                                                                                               |                                                                                                |
| Тукуман              | 24 вересня — Річниця битви під Тукуманом |                                                                                                |
| Чубут                | | 28 липня — Річниця прибуття валлійських іммігрантів                                            |

## Національні святкові та вихідні дні за роками
У таблиці нижче зазначені дні тижня і дати свят та періоди вихідних, визначені цими святами, у тому числі додаткові вихідні для туристичних цілей.

### 2010—2015
|      | Новий рік             | Карнавал         | День пам'яті      | Страсна П'ятниця        | День ветеранів          | Страсна П'ятниця | День праці             | День Травневої революції | День Бельграно   | День незалежності | День Сан-Мартіна | День культурного різноманіття | День суверенітету   | День Непорочного Зачаття | Різдво           | Додаткові вихідні                                            |
| ---- | --------------------- | ---------------- | ----------------- | ----------------------- | ----------------------- | ---------------- | ---------------------- | ------------------------ | ---------------- | ----------------- | ---------------- | ----------------------------- | ------------------- | ------------------------ | ---------------- | ------------------------------------------------------------ |
| 2010 | п'ятниця 1            | -                | середа 24         | -                       | п'ятниця 2              | п'ятниця 2       | субота 1               | вівторок 25              | понеділок 21     | п'ятниця 9        | понеділок 16     | понеділок 11                  | понеділок 22        | середа 8                 | субота 25        | 24 травня (пн) 27 жовтня (ср, перепис)                       |
| 2010 | 1-3 січня (3)         | -                | 24 березня (1)    | -                       | 1-4 квітня (4)          | 1-4 квітня (4)   | 1-2 травня (2)         | 22-25 травня (4)         | 19-21 червня (3) | 9-11 липня (3)    | 14-16 серпня (3) | 9-11 жовтня (3)               | 20-22 листопада (3) | 8 грудня (3)             | 25-26 грудня (2) | 24 травня (пн) 27 жовтня (ср, перепис)                       |
| 2011 | субота 1              | пн-вт 7 і 8      | четвер 24         | -                       | субота 2                | п'ятниця 22      | неділя 1               | середа 25                | понеділок 20     | субота 9          | понеділок 15     | понеділок 10                  | понеділок 28        | четвер 8                 | неділя 25        | 25 березня (пт) 9 грудня (пт)                                |
| 2011 | 1-2 січня (2)         | 5-8 березня (4)  | 24-27 березня (4) | -                       | 2-3 квітня (2)          | 21-24 квітня (4) | 30 квітня-1 травня (2) | 25 травня (1)            | 18-20 червня (3) | 9-10 липня (2)    | 13-15 серпня (3) | 8-10 жовтня (3)               | 26-28 листопада (3) | 8-11 грудня (4)          | 24-25 грудня (2) | 25 березня (пт) 9 грудня (пт)                                |
| 2012 | неділя 1              | пн-вт 20 і 21    | субота 24         | -                       | понеділок 2             | п'ятниця 6       | вівторок 1             | п'ятниця 25              | середа 20        | понеділок 9       | понеділок 20     | понеділок 8                   | понеділок 26        | субота 8                 | вівторок 25      | 27 лютого (пн) 30 квітня (пн) 24 вересня (пн) 24 грудня (пн) |
| 2012 | 31 грудня-1 січня (2) | 18-21 лютого (4) | 24-25 березня (2) | -                       | 31 березня-2 квітня (3) | 5-8 квітня (4)   | 28 квітня-1 травня (4) | 25-27 травня (3)         | 20 червня (1)    | 7-9 липня (3)     | 18-20 серпня (3) | 6-8 жовтня (3)                | 24-26 листопада (3) | 8-9 грудня (2)           | 22-25 грудня (4) | 27 лютого (пн) 30 квітня (пн) 24 вересня (пн) 24 грудня (пн) |
| 2013 | вівторок 1            | пн-вт 11 і 12    | неділя 24         | п'ятниця 29             | вівторок 2              | -                | середа 1               | субота 25                | 'четвер 20       | вівторок 9        | понеділок 19     | понеділок 14                  | понеділок 25        | неділя 8                 | середа 25        | 31 січня (чт) 20 лютого (ср) 1 квітня (пн) 21 червня (пт)    |
| 2013 | 1 січня (1)           | 9-12 лютого (4)  | 23-24 березня (2) | 28 березня-2 квітня (6) | 28 березня-2 квітня (6) | -                | 1 травня (1)           | 25-26 травня (2)         | 20-23 червня (4) | 9 липня (1)       | 17-19 серпня (3) | 12-14 жовтня (3)              | 23-25 листопада (3) | 7-8 грудня (2)           | 25 грудня (1)    | 31 січня (чт) 20 лютого (ср) 1 квітня (пн) 21 червня (пт)    |
| 2014 | середа 1              | пн-вт 3 і 4      | понеділок 24      | -                       | середа 2                | п'ятниця 18      | четвер 1               | неділя 25                | п'ятниця 20      | середа 9          | понеділок 18     | понеділок 13                  | понеділок 24        | понеділок 8              | четвер 25        | 2 травня (пт) 26 грудня (пт)                                 |
| 2014 | 1 січня (1)           | 1-4 березня (4)  | 22-24 березня (3) | -                       | 2 квітня (1)            | 17-20 квітня (4) | 1-4 травня (4)         | 24-25 травня (2)         | 20-22 червня (3) | 9 липня (1)       | 16-18 серпня (3) | 11-13 жовтня (3)              | 22-24 листопада (3) | 6-8 грудня (3)           | 25-28 грудня (4) | 2 травня (пт) 26 грудня (пт)                                 |
| 2015 | четвер 1              | пн-вт 16 і 17    | вівторок 24       | -                       | четвер 2                | п'ятниця 3       | п'ятниця 1             | понеділок 25             | субота 20        | четвер 9          | понеділок 17     | понеділок 12                  | понеділок 23        | вівторок 8               | п'ятниця 25      | 23 березня (пн) 7 грудня (пн)                                |
| 2015 | 1 січня (1)           | 14-17 лютого (4) | 21-24 березня (4) | -                       | 2-5 квітня (4)          | 2-5 квітня (4)   | 1-3 травня (3)         | 23-25 травня (3)         | 20-21 червня (2) | 9 липня (1)       | 15-17 серпня (3) | 10-12 жовтня (3)              | 21-23 листопада (3) | 5-8 грудня (4)           | 25-27 грудня (3) | 23 березня (пн) 7 грудня (пн)                                |

### 2016—2025
|      | Новий рік             | Карнавал                | День пам'яті      | Страсна П'ятниця        | День ветеранів          | Страсна П'ятниця | День праці             | День Травневої революції | День Гуемеса     | День Бельграно   | День незалежності | День Сан-Мартіна | День культурного різноманіття | День суверенітету   | День Непорочного Зачаття | Різдво           | Додаткові вихідні                                                                              |
| ---- | --------------------- | ----------------------- | ----------------- | ----------------------- | ----------------------- | ---------------- | ---------------------- | ------------------------ | ---------------- | ---------------- | ----------------- | ---------------- | ----------------------------- | ------------------- | ------------------------ | ---------------- | ---------------------------------------------------------------------------------------------- |
| 2016 | п'ятниця 1            | пн-вт 8 і 9             | четвер 24         | п'ятниця 25             | субота 2                | -                | неділя 1               | середа 25                | п'ятниця 17      | понеділок 20     | субота 9          | понеділок 15     | понеділок 10                  | понеділок 28        | четвер 8                 | неділя 25        | 8 липня (пт) 9 грудня (пт)                                                                     |
| 2016 | 1-3 січня (3)         | 6-9 лютого (4)          | 24-27 березня (4) | 24-27 березня (4)       | 2-3 квітня (2)          | -                | 30 квітня-1 травня (2) | 25 травня (1)            | 17-20 червня (4) | 17-20 червня (4) | 8-10 липня (3)    | 13-15 серпня (3) | 8-10 жовтня (3)               | 26-28 листопада (3) | 8-11 грудня (4)          | 24-25 грудня (2) | 8 липня (пт) 9 грудня (пт)                                                                     |
| 2017 | неділя 1              | пн-вт 27 і 28           | п'ятниця 24       | -                       | неділя 2                | п'ятниця 14      | понеділок 1            | четвер 25                | субота 17        | вівторок 20      | неділя 9          | понеділок 21     | понеділок 16                  | понеділок 20        | п'ятниця 8               | понеділок 25     | -                                                                                              |
| 2017 | 31 грудня-1 січня (2) | 25-28 лютого (4)        | 24-26 березня (3) | -                       | 1-2 квітня (2)          | 13-16 квітня (4) | 29 квітня-1 травня (3) | 25 травня (1)            | 17-18 червня (2) | 20 червня (1)    | 8-9 липня (2)     | 19-21 серпня (3) | 14-16 жовтня (3)              | 18-20 листопада (3) | 8-10 грудня (3)          | 23-25 грудня (3) | -                                                                                              |
| 2018 | понеділок 1           | пн-вт 12 і 13           | субота 24         | п'ятниця 30             | понеділок 2             | -                | вівторок 1             | п'ятниця 25              | неділя 17        | середа 20        | понеділок 9       | понеділок 20     | понеділок 15                  | понеділок 19        | субота 8                 | вівторок 25      | 30 квітня (пн) 24 грудня (пн) 31 грудня (пн)                                                   |
| 2018 | 30 грудня-1 січня (3) | 10-13 лютого (4)        | 24-25 березня (2) | 29 березня-2 квітня (5) | 29 березня-2 квітня (5) | -                | 28 квітня-1 травня (4) | 25-27 травня (3)         | 16-17 червня (2) | 20 червня (1)    | 7-9 липня (3)     | 18-20 серпня (3) | 13-15 жовтня (3)              | 17-19 листопада (3) | 8-9 грудня (2)           | 22-25 грудня (4) | 30 квітня (пн) 24 грудня (пн) 31 грудня (пн)                                                   |
| 2019 | вівторок 1            | пн-вт 4 і 5             | неділя 24         | -                       | вівторок 2              | п'ятниця 19      | середа 1               | субота 25                | понеділок 17     | четвер 20        | вівторок 9        | субота 17        | субота 12                     | понеділок 18        | неділя 8                 | середа 25        | 8 липня (пн) 19 серпня (пн) 14 жовтня (пн)                                                     |
| 2019 | 29 грудня-1 січня (4) | 2-5 березня (4)         | 23-24 березня (2) | -                       | 2 квітня (1)            | 18-21 квітня (4) | 1 травня (1)           | 25 травня (1)            | 15-17 червня (3) | 20 червня (1)    | 6-9 липня (4)     | 17-19 серпня (3) | 12-14 жовтня (3)              | 16-18 листопада (3) | 7-8 грудня (2)           | 25 грудня (1)    | 8 липня (пн) 19 серпня (пн) 14 жовтня (пн)                                                     |
| 2020 | середа 1              | пн-вт 24 і 25           | вівторок 24       | -                       | вівторок 31             | п'ятниця 10      | п'ятниця 1             | понеділок 25             | понеділок 15     | субота 20        | четвер 9          | понеділок 17     | понеділок 12                  | понеділок 23        | вівторок 8               | п'ятниця 25      | 23 березня (пн) 10 липня (пт) 7 грудня (пн)                                                    |
| 2020 | 1-3 січня (3)         | 13-16 лютого (4)        | 21-24 березня (4) | -                       | 31 березня (1)          | 9-12 квітня (4)  | 1-3 травня (3)         | 23-25 травня (3)         | 13-15 червня (3) | 20-21 червня (2) | 9-12 липня (4)    | 15-17 серпня (3) | 10-12 жовтня (3)              | 21-23 листопада (3) | 5-8 грудня (4)           | 25-27 грудня (3) | 23 березня (пн) 10 липня (пт) 7 грудня (пн)                                                    |
| 2021 | п'ятниця 1            | пн-вт 15 і 16           | середа 24         | -                       | п'ятниця 2              | п'ятниця 2       | субота 1               | вівторок 25              | понеділок 21     | неділя 20        | п'ятниця 9        | понеділок 16     | понеділок 11                  | субота 20           | середа 8                 | субота 25        | 24 травня (пн) 8 жовтня (пт) 22 листопада (пн)                                                 |
| 2021 | 1-3 січня (3)         | 13-16 лютого (4)        | 24 березня (1)    | -                       | 1-4 квітня (4)          | 1-4 квітня (4)   | 1-2 травня (2)         | 22-25 травня (4)         | 19-21 червня (3) | 19-21 червня (3) | 9-11 липня (3)    | 14-16 серпня (3) | 8-11 жовтня (4)               | 20-22 листопада (3) | 8 грудня (3)             | 25-26 грудня (2) | 24 травня (пн) 8 жовтня (пт) 22 листопада (пн)                                                 |
| 2022 | субота 1              | пн-вт 28 і 1            | четвер 24         | -                       | субота 2                | п'ятниця 15      | неділя 1               | середа 25                | п'ятниця 17      | понеділок 20     | субота 9          | понеділок 15     | понеділок 10                  | неділя 20           | четвер 8                 | неділя 25        | 7 жовтня (пт) 21 листопада (пн) 9 грудня (пт), додатковий вихідний для перепису 18 травня (ср) |
| 2022 | 1-2 січня (2)         | 26 лютого-1 березня (4) | 24 березня (1)    | -                       | 2-3 квітня (2)          | 14-17 квітня (4) | 30 квітня-1 травня (2) | 25 травня (1)            | 17-20 червня (4) | 17-20 червня (4) | 9-10 липня (2)    | 13-15 серпня (3) | 7-10 жовтня (4)               | 19-21 листопада (3) | 8-11 грудня (4)          | 24-25 грудня (2) | 7 жовтня (пт) 21 листопада (пн) 9 грудня (пт), додатковий вихідний для перепису 18 травня (ср) |
| 2023 | неділя 1              | пн-вт 20 і 21           | п'ятниця 24       | -                       | неділя 2                | п'ятниця 7       | понеділок 1            | четвер 25                | субота 17        | вівторок 20      | неділя 9          | понеділок 21     | понеділок 16                  | понеділок 20        | п'ятниця 8               | понеділок 25     | 26 травня (пт) 19 червня (пн) 13 жовтня (пт)                                                   |
| 2023 | 31 грудня-1 січня (2) | 18-21 лютого (4)        | 24-26 березня (3) | -                       | 1-2 квітня (2)          | 6-9 квітня (4)   | 29 квітня-1 травня (3) | 25-28 травня (4)         | 17-20 червня (4) | 17-20 червня (4) | 8-9 липня (2)     | 19-21 серпня (3) | 13-16 жовтня (4)              | 18-20 листопада (3) | 8-10 грудня (3)          | 23-25 грудня (3) | 26 травня (пт) 19 червня (пн) 13 жовтня (пт)                                                   |
| 2024 | понеділок 1           | пн-вт 12 і 13           | неділя 24         | п'ятниця 29             | вівторок 2              | -                | середа 1               | субота 25                | понеділок 17     | четвер 20        | вівторок 9        | субота 17        | субота 12                     | понеділок 18        | неділя 8                 | середа 25        | 1 квітня (пн) 21 червня (пт) 11 жовтня (пт)                                                    |
| 2024 | 30 грудня-1 січня (3) | 10-13 лютого (4)        | 23-24 березня (2) | 28 березня-2 квітня (6) | 28 березня-2 квітня (6) | -                | 1 травня (1)           | 25-26 травня (2)         | 15-17 червня (3) | 20-23 червня (4) | 9 липня (1)       | 17-18 серпня (2) | 11-13 жовтня (3)              | 16-18 листопада (3) | 7-8 грудня (2)           | 25 грудня (1)    | 1 квітня (пн) 21 червня (пт) 11 жовтня (пт)                                                    |
| 2025 | середа 1              | пн-вт 3 і 4             | понеділок 24      | -                       | середа 2                | п'ятниця 18      | четвер 1               | неділя 25                | понеділок 16     | п'ятниця 20      | середа 9          | неділя 17        | неділя 12                     | понеділок 24        | понеділок 8              | четвер 25        | 2 травня (пт) 21 листопада (пт) 26 грудня (пт)                                                 |
| 2025 | 1 січня (1)           | 1-4 березня (4)         | 22-24 березня (3) | -                       | 2 квітня (1)            | 17-20 квітня (4) | 1-4 травня (4)         | 24-25 травня (4)         | 14-16 червня (3) | 20-22 червня (3) | 9 липня (1)       | 16-17 серпня (2) | 11-12 жовтня (2)              | 21-24 листопада (4) | 6-8 грудня (3)           | 25-28 грудня (4) | 2 травня (пт) 21 листопада (пт) 26 грудня (пт)                                                 |